# Après Mein Kampf, mes crimes
Pour plus de détails, voir Fiche technique et Distribution.
Après Mein Kampf, mes crimes est un film français réalisé par Alexandre Ryder (sous le pseudonyme de Jean-Jacques Valjean) et produit par Jacques Haïk, sorti en 1940, avant l'invasion de la France par l'Allemagne nazie.

## Synopsis
La prise du pouvoir par les nazis ainsi qu'un procès contre Hitler, au moment où la France vient de déclarer la guerre à l'Allemagne (3 septembre 1939).

## Fiche technique
- Titre : Après Mein Kampf, mes crimes
- Réalisation : Jean-Jacques Valjean[1]
- Scénario et dialogue : José Lacaze
- Photographie : Géo Blanc
- Musique : Wladyslaw Eiger (appelé plus tard Walter Eiger)[2]
- Production : Films Régent Jacques Haïk
- Pays :  France
- Format :  Noir et blanc - 1,37:1 - 35 mm - son mono
- Genre : Film dramatique, Film biographique, Film historique, Film de guerre
- Durée : 90 minutes
- Année de sortie en France : 1940

## Distribution
- Alain Cuny : Marinus van der Lubbe, l'incendiaire du Reichstag
- Pierre Labry : Ernst Röhm
- Albert Morys[3] : Hitler
- Roger Dalmais[4] : Engelbert Dollfuss
- Jacques Henley : Kurt von Schleicher
- Sandra Milowanoff : Elisabeth von Schleicher
- Roger Karl : le colonel allemand
- Jean Heuzé : le capitaine autrichien
- Nicolas Amato : le sous-lieutenant
- Line Noro : Frieda
- André Valmy : Ernst
- Alexandre Mihalesco : le tailleur
- Simone Bourday : la bonne
- Jean Gaudrey (qui dirigera la version française du film nazi le Juif Süss)[5].
- Lita Recio

## À noter du film
- Le film est sorti en France en 1940, avant l'invasion allemande.
- Il a été repris en Belgique en 1945, après la Libération, avec l'ajout d'images de camps d'extermination[6].

## Critique
Selon Alain Riou dans TéléObs, « ses qualités purement cinématographiques paraissent faibles eu égard à la personnalité de ses dirigeants », Jacques Haïk (futur représentant des Forces françaises libres dans les pays arabes) et Alexandre Ryder. Cependant, « dans ses meilleurs moments, il atteint à une réelle force pédagogique qui n'est pas indigne de la série Pourquoi nous combattons (Why We Fight) dirigée par Frank Capra après l'entrée en guerre de l'Amérique ».